# James Linn
James Linn (*  1749 in Bedminster, Province of New Jersey; † 5. Januar 1821 in Trenton, New Jersey) war ein US-amerikanischer Politiker. Zwischen 1799 und 1801 vertrat er den Bundesstaat New Jersey im US-Repräsentantenhaus.

## Werdegang
James Linn besuchte die öffentlichen Schulen seiner Heimat und studierte danach bis 1769 am Princeton College. Nach einem anschließenden Jurastudium und seiner 1772 erfolgten Zulassung als Rechtsanwalt begann er in Trenton in diesem Beruf zu arbeiten. Später kehrte er in das Somerset County zurück, wo er als Berufungsrichter fungierte. Linn schloss sich der amerikanischen Revolution an und war 1776 Delegierter auf dem Provinzialkongress von New Jersey. Während des Unabhängigkeitskrieges war er zwischen 1776 und 1781 Major der Staatsmiliz. Gleichzeitig begann er eine politische Laufbahn. Im Jahr 1777 wurde er Mitglied im State Council, dem Vorläufer des Senats von New Jersey. Nach dem Krieg zog er wieder nach Trenton. Zwischen 1790 und 1791 war er Abgeordneter in der New Jersey General Assembly. Von 1793 bis 1797 saß er erneut im State Council.
Ende der 1790er Jahre schloss sich Linn der von Thomas Jefferson gegründeten Demokratisch-Republikanischen Partei an. Bei den Kongresswahlen des Jahres 1798 wurde er für den dritten Sitz von New Jersey in das damals noch in Philadelphia tagende US-Repräsentantenhaus gewählt, wo er am 4. März 1799 die Nachfolge von Mark Thomson antrat. Da er im Jahr 1800 auf eine erneute Kandidatur verzichtete, konnte er bis zum 3. Januar 1801 nur eine Legislaturperiode im Kongress absolvieren. In dieser Zeit zog die Regierung und der Kongress in die neue Bundeshauptstadt Washington, D.C.
Während der Präsidentschaft von Thomas Jefferson (1801–1809) war Linn bei der Bundesfinanzverwaltung als Supervisor of the Revenue angestellt. Von 1809 bis 1820 war er als Secretary of State der geschäftsführende Beamte der Staatsregierung von New Jersey; in diesem Amt folgte er auf John Beatty. James Linn starb am 5. Januar 1821 in Trenton.